# Stigmatopora argus
Stigmatopora argus är en fiskart som först beskrevs av Richardson 1840.  Stigmatopora argus ingår i släktet Stigmatopora och familjen kantnålsfiskar. Inga underarter finns listade i Catalogue of Life.